# Alphonse Briart
Alphonse Victor Albert Briart (Chapelle-lez-Herlaimont, 18 november 1864 - 21 juni 1936) was een Belgisch volksvertegenwoordiger en arts.

## Levensloop
Briart was doctor in de geneeskunde en vestigde zich in zijn geboorteplaats.
Hij werd actief in de politiek op zijn gemeente:
- gemeenteraadslid (1895),
- schepen (1904-1919),
- burgemeester (1919-1921).

In 1914 werd hij liberaal volksvertegenwoordiger voor het arrondissement Charleroi. Hij bleef in functie tot in 1919. Hij betrad opnieuw de Kamer na de verkiezing van 1925 en bleef het mandaat behouden tot aan zijn dood.
Er is een Rue Alphonse Briart in Chapelle-lez-Herlaimont.